# Tênis nos Jogos Pan-Americanos de 2023
As competições de tênis nos Jogos Pan-Americanos de 2023 em Santiago, no Chile, foram realizadas de 23 a 29 de outubro de 2023 no Centro Esportivo de Tênis, em Ñuñoa. Um total de cinco eventos estiveram em disputa: simples e duplas para cada gênero e um torneio de duplas mistas.
Os dois melhores em cada torneio individual se qualificaram aos Jogos Olímpicos de 2024, em Paris, caso estejam entre os 400 melhores do ranking de entradas em 10 de junho de 2024 e se o seu Comitê Olímpico Nacional não tiver ultrapassado sua respectiva cota máxima.

## Qualificação
Um total de 82 tenistas poderiam se qualificar para competir nos Jogos (41 homens e 41 mulheres). Cada CON poderia inscrever no máximo três homens e três mulheres (com o máximo de uma equipe para cada torneio de duplas). Os torneios de simples consistiram em 41 homens e 41 mulheres, com esses competidores também podendo competir nos torneios de duplas. 
O país-anfitrião, Chile, recebeu uma cota máxima de seis tenistas, enquanto as vagas remanescentes foram distribuídas através dos dois Jogos regionais e dos rankings da ATP, da WTA e da Federação Internacional de Tênis. Três convites para homens e três para mulheres também foram atribuídos.

## Nações participantes
Um total de 26 CONs qualificaram pelo menos um tenista em um dos eventos por gênero, com o número de competidores representado entre parênteses.
- ANT Antígua e Barbuda (1)
- ARG Argentina (6)
- BAH Bahamas (3)
- BAR Barbados (1)
- BOL Bolívia (2)
- BRA Brasil (6)
- CAN Canadá (2)
- CHI Chile (6)
- COL Colômbia (6)
- CRC Costa Rica (2)
- CUB Cuba (1)
- ESA El Salvador (2)
- EAI Equipe de Atletas Independentes (2)
- ECU Equador (3)
- USA Estados Unidos (4)
- HAI Haiti (1)
- HON Honduras (3)
- JAM Jamaica (3)
- MEX México (2)
- PAR Paraguai (4)
- PER Peru (5)
- DOM República Dominicana (5)
- SKN São Cristóvão e Neves (1)
- TTO Trinidad e Tobago (1)
- URU Uruguai (2)
- VEN Venezuela (4)

## Medalhistas
O Brasil foi a nação mais vencedora no tênis, conquistando cinco medalhas, uma em cada evento, sendo três ouros, uma prata e um bronze. Dentre todos os seis brasileiros inscritos, apenas Carolina Meligeni Alves não conquistou medalhas e apenas Thiago Monteiro e Gustavo Heide terminaram sem conquistar mais de uma medalha.
Masculino
| Evento           | Ouro                                       | Prata                                         | Bronze                                                  |
| ---------------- | ------------------------------------------ | --------------------------------------------- | ------------------------------------------------------- |
| Simples detalhes | Facundo Díaz Acosta ARG Argentina          | Tomás Barrios Vera CHI Chile                  | Thiago Monteiro BRA Brasil                              |
| Duplas detalhes  | Gustavo Heide Marcelo Demoliner BRA Brasil | Tomás Barrios Vera Alejandro Tabilo CHI Chile | Nick Hardt Roberto Cid Subervi DOM República Dominicana |

Feminino
| Evento           | Ouro                                   | Prata                                                  | Bronze                                        |
| ---------------- | -------------------------------------- | ------------------------------------------------------ | --------------------------------------------- |
| Simples detalhes | Laura Pigossi BRA Brasil               | María Lourdes Carlé ARG Argentina                      | Julia Riera ARG Argentina                     |
| Duplas detalhes  | Laura Pigossi Luisa Stefani BRA Brasil | María Herazo González María Paulina Pérez COL Colômbia | María Lourdes Carlé Julia Riera ARG Argentina |

Misto
| Evento          | Ouro                                             | Prata                                      | Bronze                                                    |
| --------------- | ------------------------------------------------ | ------------------------------------------ | --------------------------------------------------------- |
| Duplas detalhes | Yuliana Lizarazo Nicolás Barrientos COL Colômbia | Luisa Stefani Marcelo Demoliner BRA Brasil | Martina Capurro Taborda Facundo Díaz Acosta ARG Argentina |

## Quadro de medalhas

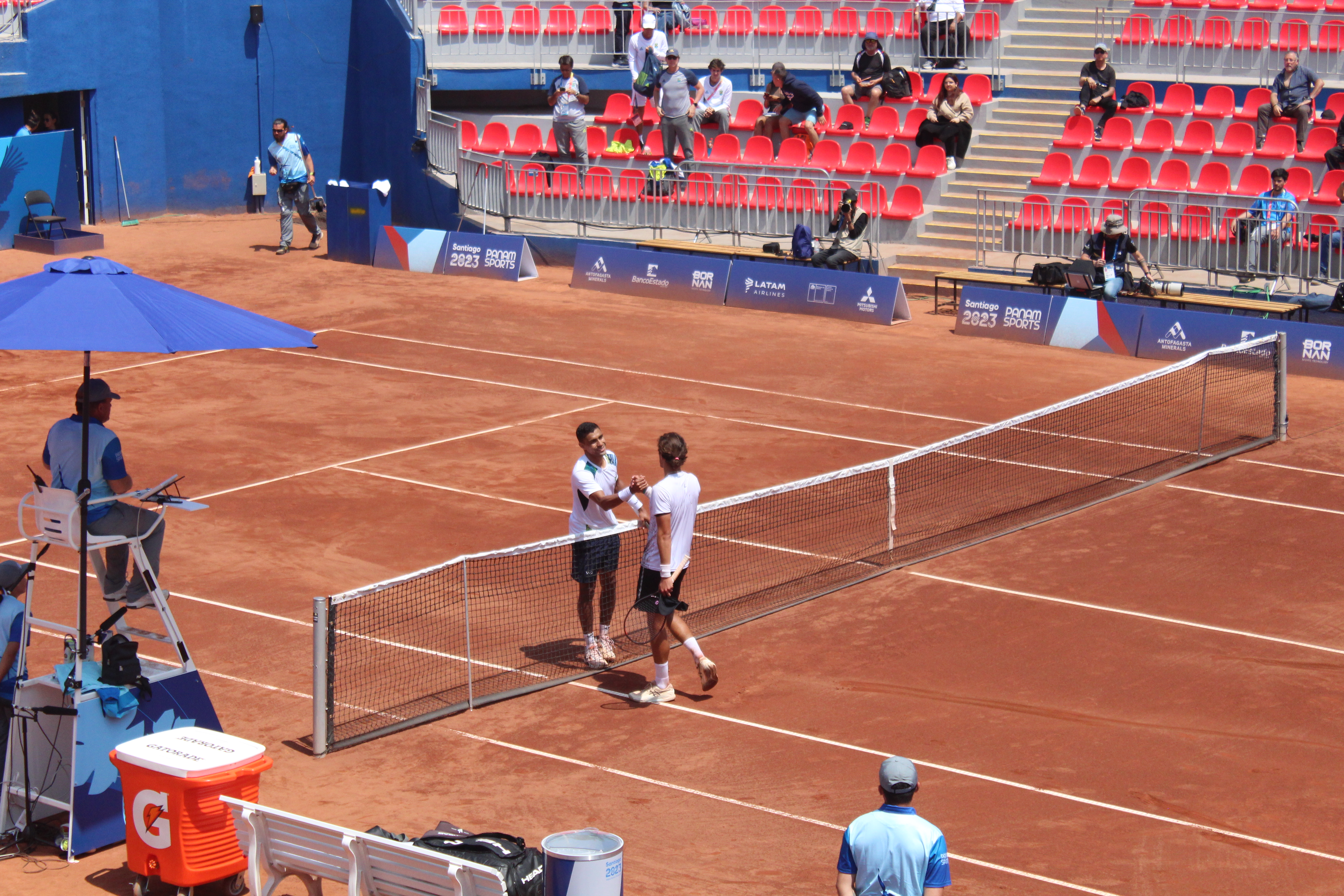
Conclusão de uma partida de simples masculino no Centro Esportivo de Tênis

| Ordem | País                     | Medalha de ouro | Medalha de prata | Medalha de bronze |    |
| ----- | ------------------------ | --------------- | ---------------- | ----------------- | -- |
| 1     | BRA Brasil               | 3               | 1                | 1                 | 5  |
| 2     | ARG Argentina            | 1               | 1                | 3                 | 5  |
| 3     | COL Colômbia             | 1               | 1                |                   | 2  |
| 4     | CHI Chile                |                 | 2                |                   | 2  |
| 5     | DOM República Dominicana |                 |                  | 1                 | 1  |
| TOTAL | TOTAL                    | 5               | 5                | 5                 | 15 |